# Fred Kavli
Fred Kavli, nascido Fridtjof Kavli (Eresfjord, Nesset, 20 de agosto de 1927 — Santa Bárbara, 21 de novembro de 2013) foi um empresário e filantropo norueguês-americano. Ele nasceu em uma pequena fazenda em Eresfjord, Noruega. Ele fundou a Kavlico Corporation, localizada em Moorpark, Califórnia. Sob sua liderança, a empresa tornou-se um dos maiores fornecedores mundiais de sensores para aplicações aeronáuticas, automotivas e industriais, abastecendo a General Electric e a Ford Motor Company.
Em 2000, ele estabeleceu a Fundação Kavli para "avançar a ciência para o benefício da humanidade e promover a compreensão pública e o apoio aos cientistas e seu trabalho". A missão da Fundação é implementada por meio de um programa internacional de institutos de pesquisa, cátedras e simpósios nas áreas científicas da astrofísica, nanociência, neurociência e física teórica. A fundação concede o Prêmio Kavli em astrofísica, nanociência e neurociência.
Ele foi destaque na mídia principalmente por seus esforços filantrópicos.

## A Fundação Kavli
A Fundação Kavli, com sede em Oxnard, Califórnia, dedica-se aos objetivos de avançar a ciência para o benefício da humanidade e promover a compreensão pública e o apoio aos cientistas e seu trabalho. Foi estabelecido em 2000 pelo Sr. Kavli e está ativamente envolvido no estabelecimento de grandes institutos de pesquisa nas principais universidades e instituições nos Estados Unidos, Europa e Ásia.

## Institutos Kavli
A Fundação Kavli estabeleceu institutos de pesquisa nas principais universidades do mundo. Consistente com sua abordagem empresarial, a Kavli exige que cada universidade parceira corresponda à doação média de US$ 7,5 milhões. Os institutos não são obrigados a se concentrar em nenhum assunto específico, mas são livres para fazer qualquer pesquisa básica que considerem adequada.
Sete pesquisadores associados aos institutos Kavli receberam prêmios Nobel: David Gross, Frank Wilczek, Richard Axel, Eric Kandel, Edvard Moser, May-Britt Moser e Rainer Weiss.
Em março de 2008, havia 15 institutos nos Estados Unidos, 2 na China, 1 na Holanda, 1 na Noruega e 1 no Reino Unido. O Instituto de Física e Matemática do Universo em Tóquio também recebeu uma doação para criar um instituto Kavli a partir de 1 de abril de 2012
Os dezesseis Institutos Kavli são:

### Astrofísica
- Kavli Institute for Particle Astrophysics and Cosmology na Stanford University
- Kavli Institute for Cosmological Physics da Universidade de Chicago
- Kavli Institute for Astrophysics and Space Research no Massachusetts Institute of Technology
- Kavli Institute for Cosmology da Universidade de Cambridge
- Instituto Kavli de Astronomia e Astrofísica da Universidade de Pequim na China

### Nanociência
- Kavli Nanoscience Institute na Caltech
- Kavli Institute at Cornell for Nanoscale Science
- Kavli Institute of Nanoscience da Delft University of Technology, na Holanda
- Kavli Institute for Bionano Science and Technology na Universidade de Harvard

### Neurociência
- Kavli Institute for Brain Scienceda Universidade de Columbia
- Kavli Institute for Brain and Mindda Universidade da Califórnia, San Diego
- Kavli Institute for Systems Neuroscience da Universidade Norueguesa de Ciência e Tecnologia
- Kavli Institute for Neuroscience na Universidade de Yale

### Física teórica
- Kavli Institute for Theoretical Physics da Universidade da Califórnia, Santa Barbara
- Kavli Institute for Theoretical Physics China na Academia Chinesa de Ciências
- Kavli Institute for the Physics and Mathematics of the Universe (Kavli IPMU) na Universidade de Tóquio[4]